# 天若有情 (1990年電影)
《天若有情》是1990年上映的一部香港愛情電影，为陳木勝導演的電影處女作，監製杜琪峯，由劉德華、吳倩蓮、吳孟達和黃光亮主演。劇情講述一名古惑仔非法賽車手與千金小姐之間的愛情故事，劉德華飾演的「華Dee」流著鼻血騎電單車及砸婚纱店偷新娘服装的一幕成為香港電影經典場面，被《對不起，我愛你》、《我的少女時代》等影视作品引用。在香港上映43天票房收入1,289萬。吳孟達憑本片榮獲第10屆香港電影金像獎最佳男配角，吳倩蓮获得最佳新人提名。

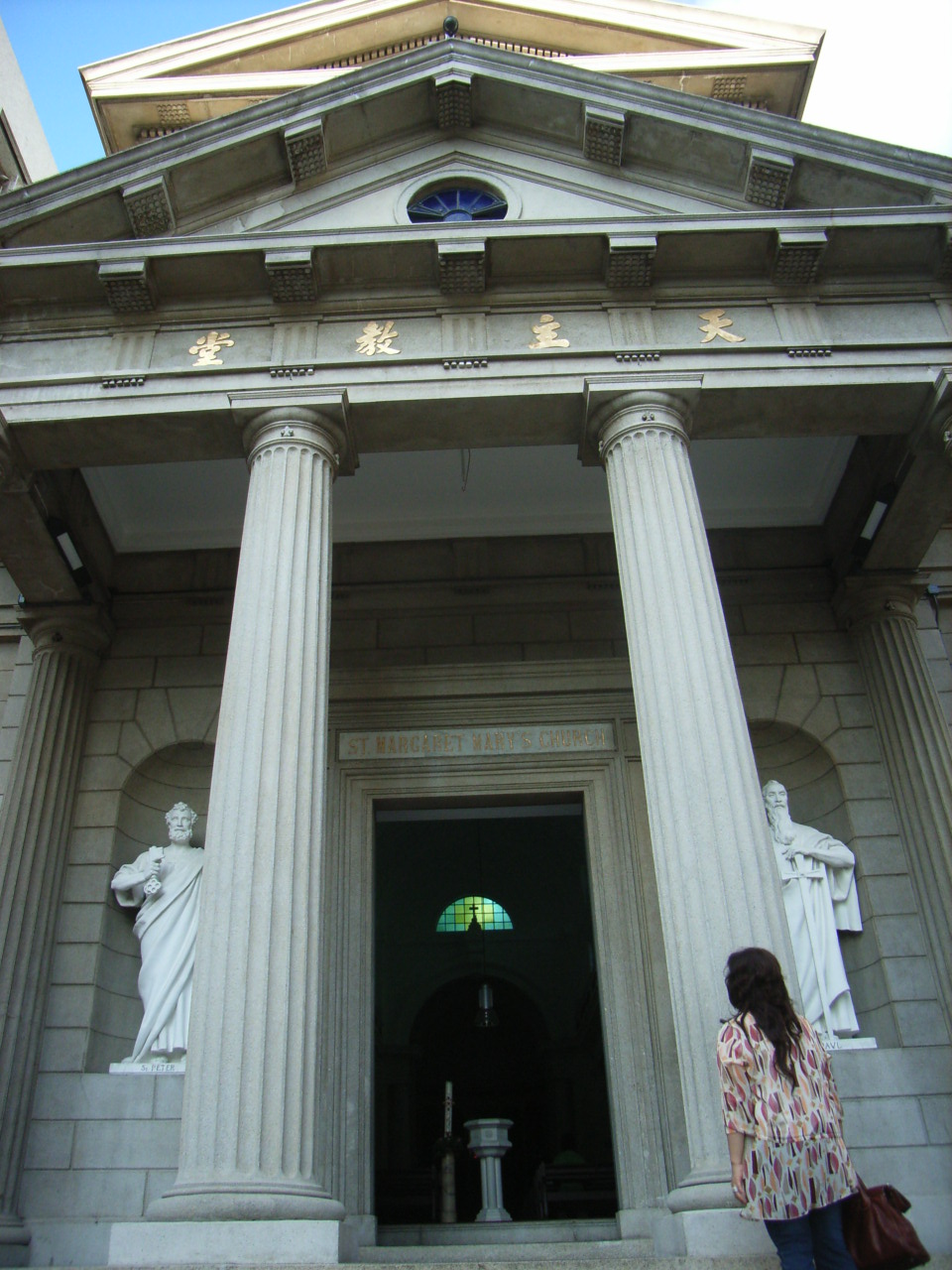
聖瑪加利大堂是《天若有情》外景場地之一

電影在亞洲大受歡迎，於韓國上映長達半年，佔據當年韓國觀影人次的第八名。1990年代劉德華憑本片連續蟬聯3次「韓國最受歡迎巨星」。2017年，韓國又推出這部電影的數碼修復版。

## 背景
本片緣起於王天林自電視台退休之前，長子王晶與其一班徒子徒孫（林嶺東、杜琪峰等等）希望開拍一部電影以獻給王天林作退休金，因而促成本片的誕生。幕後陣容包括監製杜琪峰，導演陳木勝，編劇阮世生，策劃王晶及林嶺東。雖然本作是陳木勝的首部執導電影，但實際上由監製杜琪峯執導大部分場面。

## 劇情
華Dee（劉德華 飾）是舞女的私生子，出身清貧，母親當初為情自殺，故自幼由幾位舞女養大，更與江湖中人混在一起，替他們辦事，久而久之當上賽車手。至於太保（吳孟達 飾），他生性懦弱，對於比他遲行走江湖的喇叭（黃光亮 飾）拼死冒險，他有感自愧不如，寧可當汽車保養也不願為組織效力，導致多次被喇叭的人馬當眾奚落，結果要華Dee出面解決。
一次他與同伙搶劫珠寶行，逃走時擄走了富家女Jo Jo（吳倩蓮 飾），事後劫案主謀喇叭因案件敗露，本想殺害Jo Jo滅口，但她在華Dee保護下脱身。警察透過調查找到了Jo Jo，讓她協助指證劫匪，為顧及華Dee的安危，她並無當場指證，為此華Dee無意開罪喇叭，只好請求老大七哥代為求情。後來華Dee和Jo Jo在相處過程中互生情愫，可是這段苦戀卻引來對方的家長、警方和江湖三方角力：從加拿大返港的Jo Jo父母一直反對女兒跟黑道人物交往，為了她的安全著想，也希望她能到加拿大過安穩的生活；警方對華Dee及其保護對象太保施加壓力，更借Jo Jo父母來威脅他；更甚的是，喇叭以案件有Jo Jo這個把柄，屢次陷他於不義，於原主事人遇刺身亡後獨攬大權，更為排除異己而刺殺七哥（朱鐵和 饰）。
華Dee為免Jo Jo受牽連，跑到澳門的外公家，但Jo Jo也追了過來。二人度過一段愉快而短暂的時光後，二人得知Jo Jo媽媽在香港控告華Dee拐带少女，毅然返港。之後在喇叭偷襲七哥的同時，自己亦遭喇叭用石油氣罐砸傷頭部。最終華Dee決定為老大及幫眾報仇，連向來懦弱的太保也不齒喇叭的所作所為，甘願賠上性命賭一次。行动前難忘和Jo Jo之間難捨難離的愛，最终上演了一段刻骨銘心的浪漫生死戀。之後，華Dee和太保會合，並用酒瓶擊暈太保，隨後獨自一人刺殺喇叭不成，反倒挨了喇叭一刀，此時從暈厥中醒來的太保趕來殺死喇叭，但自己也身受重傷。片末，因為傷勢過重，瀕死的華Dee倒在馬路上抽搐（可能已經處於彌留階段），而太保則狀似瘋狂地癱坐在路邊的車旁，嘴裡唸著「終於殺了喇叭...我殺了喇叭...成功了」，鏡頭一轉，帶到正在高架橋上奔跑的JOJO，傷心欲絕地獨自一人在凌晨的香港街頭找尋自己的愛人。

## 角色
| 演員   | 粵語配音 | 角色                   | 關係 |
| 劉德華 | 黃志成   | 華Dee                  | 起初是Jo Jo的敵人，後發展為男友 警方的調查對象，被多次為難 七哥之門生及保護對象 太保之同門，多次替其出面 喇叭之手下兼天敵，曾參與珠寶工廠械劫案 喇叭偷襲七哥時，被喇叭用煤气罐砸头后颅内出血 最后刺杀喇叭失败身亡 不知自己的生日，而且其阿公住澳门，回港被抓前在澳门度过中秋节 |
| 吳倩蓮 | 吳小藝   | Jo Jo(Ah Sing)／禤小姐 | 起初是華Dee的人質，後發展為女友 父母多次以其前途為由反對其跟華Dee交往 警方的調查對象 喇叭本想把她滅口以避免案件敗露，卻以七哥出面為由作罷 生日在中秋节之前，而且还建议不知真正生日的华Dee跟她过同一天生日                                                                      |
| 吳孟達 | 吳孟達   | 太保                   | 華Dee之同門及保護對象 喇叭之天敵，雖然資歷較前者深，喇叭杀死华Dee后，则乱刀杀死喇叭 |
| 黃光亮 | 黃光亮   | 喇叭                   | 本电影终极反派 華Dee、七哥之天敵 珠寶工廠械劫案主事人，最后被太保杀死 |
| 仙杜拉 |          | 舞小姐                 | |
| 吳浣儀 | 黃鳳英   | 舞小姐                 | |
| 黃文慧 | 徐愛貞   | 舞小姐                 | |
| 黃莎莉 |          | 舞女（華Dee之母）      | (特別演出) |
| 劉 江  | 劉 江    | 江Sir                  | 警務人員 主力調查Jo Jo被綁架一案 |
| 林 聰  | 梁政平   | 陳Sir（John）          | 警務人員 主力調查珠寶工廠械劫案 跟Jo Jo母親有交情且多年以前曾是同学，以對方準備移民加拿大為由決定終止調查 |
| 梁 珊  | 龍寶鈿   | Jo Jo母親Sherry        | 以Jo Jo的前途為由，希望她到加拿大讀書，從而遠離香港江湖 最初想立案指控华Dee诱拐女儿，后来因想大事化无撤掉指控 跟其中一名高级警司陈Sir多年前曾是同学 |
| 簡瑞超 | 金貴     | Jo Jo父親              | |
| 甘 露  |          | 工人                   | |
| 吳 回  |          | 華Dee外公              | 居於澳門，不問江湖事 |
| 朱鐵和 | 黃子敬   | 七哥                   | 華Dee之老大，多次替其斡旋 喇叭之同門兼天敵 |
| 潘嘉德 | 杜琪峯   | 車主                   | |

## 製作人員
- 出品人：張國忠
- 策劃：林嶺東、王晶
- 編劇：阮世生
- 動作設計：元彬
- 美術：張錫華
- 攝影：陳廣鴻、黃永恆
- 副導演：朱日紅、羅世權、林慶隆
- 髮型：陳達明
- 燈光：戚劍傑、許德祥
- 化妝：王麗娟
- 道具：成運安
- 飛車特技：羅禮賢、朱繼生
- 執行製片：葉樹邦、鄭建美、黃寶瓊
- 剪接：黃銘剛
- 聲音後期製作室：新藝錄音室、富靈錄音室

## 電影歌曲
以下所有電影歌曲均以按照作曲之音樂創作相同的不同語言版本演唱：
| 曲別   | 歌名                     | 作曲   | 作詞   | 演唱者 |
| 主題曲 | 《天若有情》（粵語）     | 羅大佑 | 李健達 | 袁鳳瑛 |
| 插曲   | 《灰色軌跡》（粵語）     | 黃家駒 | 劉卓輝 | 黃家駒 |
| 插曲   | 《是錯也再不分》（粵語） | 黃家駒 | 黃貫中 | 黃家強 |
| 插曲   | 《未曾後悔》（粵語）     | 黃家駒 | 黃家強 | 黃貫中 |
| 主題曲 | 《青春無悔》（國語）     | 羅大佑 | 羅大佑 | 袁鳳瑛 |
| 插曲   | 《漆黑的空間》（國語）   | 黃家駒 | 劉卓輝 | 黃家駒 |
| 插曲   | 《短暫的溫柔》（國語）   | 黃家駒 | 劉卓輝 | 黃貫中 |
| 插曲   | 《不需要太懂》（國語）   | 黃家駒 | 劉宏博 | 黃家強 |

其中國語版主題曲《青春無悔》於電影片尾播出一次之後再無於其他專輯及場合出現。

## 獎項
| 年份 | 頒獎典禮             | 獎項         | 名單                                                | 結果 |
| ---- | -------------------- | ------------ | --------------------------------------------------- | ---- |
| 1991 | 第10屆香港電影金像獎 | 最佳男配角   | 吳孟達                                              | 獲獎 |
| 1991 | 第10屆香港電影金像獎 | 最佳新人     | 吳倩蓮                                              | 提名 |
| 1991 | 第10屆香港電影金像獎 | 最佳電影配樂 | 羅大佑、                                            | 提名 |
| 1991 | 第10屆香港電影金像獎 | 最佳電影歌曲 | 〈天若有情〉 主唱：袁鳳瑛 作曲：羅大佑 填詞：李健達 | 提名 |

## 續集
- 1993年《天若有情II之天長地久》，由郭富城、吳倩蓮、郭晉安、黃秋生主演。
- 1996年《天若有情III之烽火佳人》，由劉德華、吳倩蓮、方中信主演。

## 外部連結
- 香港影庫上《天若有情》的資料（繁體中文）
- 開眼電影網上《天若有情》的資料（繁體中文）
- 豆瓣电影上《天若有情》的資料 （简体中文）
- 时光网上《天若有情》的資料（简体中文）
- AllMovie上《天若有情》的资料（英文）
- 爛番茄上《天若有情》的資料（英文）
- 互联网电影数据库（IMDb）上《天若有情》的资料（英文）

## 播放時間
| 香港 ViuTV 星期六20:30-22:30節目         | 香港 ViuTV 星期六20:30-22:30節目                                 | 香港 ViuTV 星期六20:30-22:30節目 |
| ---------------------------------------- | ---------------------------------------------------------------- | -------------------------------- |
|                                          | （亞洲聯合財務YES UA呈獻：週六好戲勢）天若有情 （2021年1月16日） |                                  |
| 亞洲早晨 (ViuTV電視節目) (2021年1月16日) | 如實陳述 （2021年1月16日）                                       |                                  |